# ОШ „Божо Томић” Пријевор
ОШ „Божо Томић” Пријевор, насељеном месту на територији града Чачка, основана је 1928. године, као четвороразредна школа. Од 1959. године носи име Божа Томића, учесника Народноослободилачке борбе и народног хероја Југославије, родом из овог места.
До оснивања школе у Пријевору, деца су похађала наставу селу Миоковци. Четвороразредна школа је након проширења простора и великог броја деце 1954. године прерасла у осморазредну школу. Првобитно име школе било је „Народна основна школа Пријевор”, потом 1945. године мења име у „Државна народна школа”, затим 1955. године постаје „Осмогодишња школа Пријевор”, а од 12. септембра 1959. године носи данашње име.
У саставу школе била су и три издвојена одељења Цагање, Јанчићи која су затворена и ИО Рошци које и данас ради.

## ИО Рошци
Школа у Рошцима почела је са радом 1906. године. Тада је школска зграда имала две учионице, канцеларију и ходник, да би 1907. године отворено друго одељење, тако што је први разред чинило прво одељење, а ученици осталих разреда друго. Тек школске 1933/34. године отворено је треће одељење. Започело је рад у централној школи, а у току године премештено је у Цагање. Године 1938. отворено је четврто одељење у Рошцима са средиштем у Цагањама. Школа у Цагањама је 1940. године постала самостална школа, издвојена из централне.
Одлука о отварању осмогодишње школе у Рошцима донета је у јуну 1954. године. Наставу је у школској 1954/55. похађало 36 ђака петог разреда. У децембру 1964. године донета је одлука да се школе у Цагањама и Јанчићима припоје школи у Рошцима као матичној. Обе су због малог броја ученика затворене: прва 1976. а друга 1981. године. Школа у Рошцима је 1976. припојена школи у Пријевору. Данас ради као њено физички издвојено одељење.